# Olga Nemes

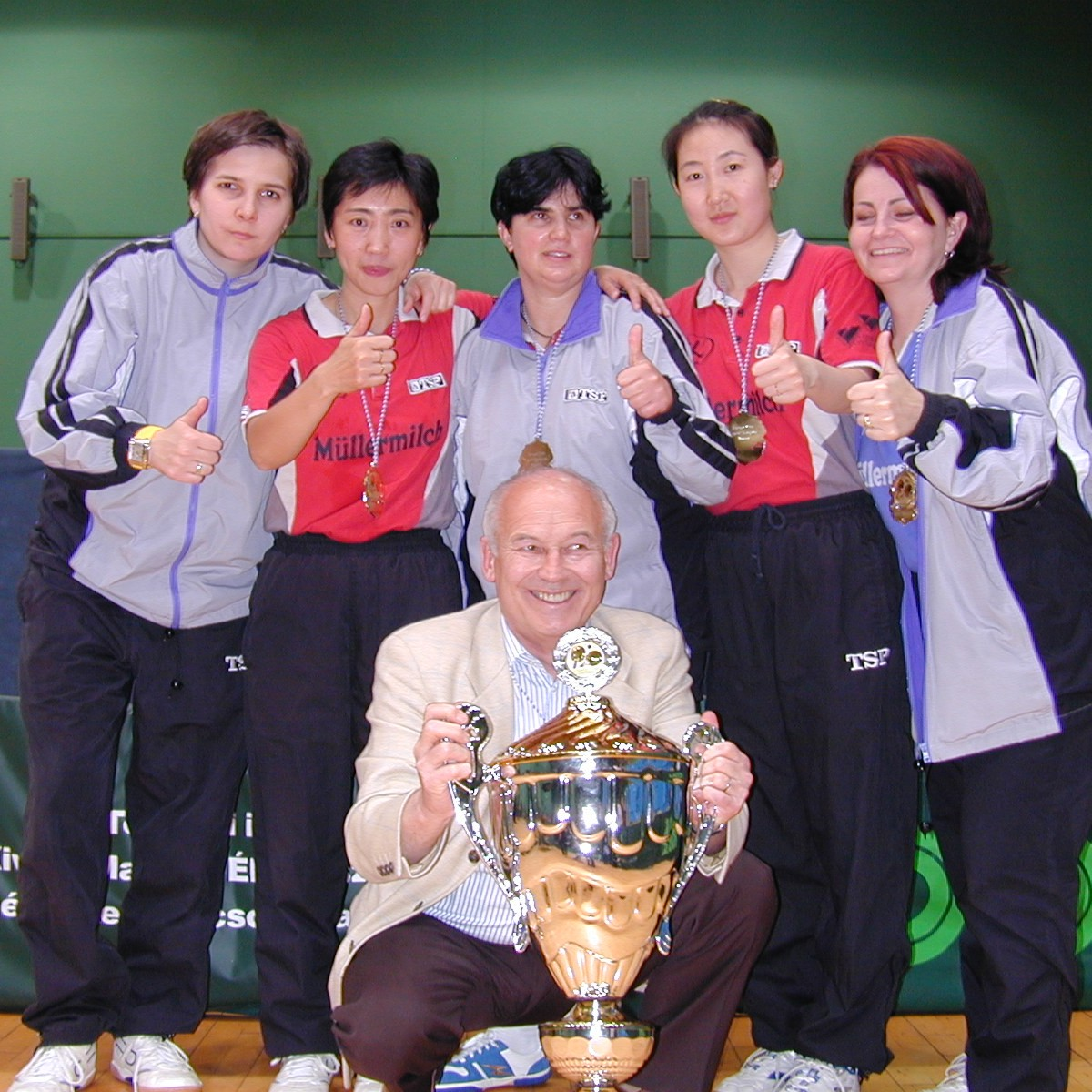
Nemes (rechts) met haar ploeggenoten van Langweid waarmee ze in 2005 de Europa Cup 1 won. V.l.n.r: Andrea Bakula, Yunli Schreiner, Csilla Bátorfi en Lin Xu

Olga Nemes (Târgu Mureș, 9 juni 1968) is een in Roemenië geboren tafeltennisster die sinds 1984 voor Duitsland speelt. Ze won in 1983 en 1989 de Europese Top-12, speelde er nog drie finales van en troostte zich in 1988 en 1997 met brons.

## Loopbaan

### Europa Top-12
Nemes nam het zowel in 1983 als in 1986 in de finale van de Europese Top-12 op tegen Fliura Bulatova. Voor beide was het in 1983 de eerste keer dat ze een medaille gingen halen op het prestigieuze toernooi. De op dat moment nog Roemeense ging lopen met goud. Drie jaar later waren de rollen omgedraaid.
Nemes speelde in 1989 haar derde finale tegen Csilla Bátorfi, die evenals zij al een eerdere titel op zak had. De inmiddels Duitse won voor de tweede maal. Een jaar later stond ze weer in de finale tegen weer een Hongaarse, maar Gabriella Wirth bleek niet te kloppen.
In 1993 speelde de voormalig Roemeense Nemes tegen de Roemeense Emilia Ciosu en moest ze voor de derde keer genoegen nemen met zilver.

### Overig
Nemes won in 1982 en 1983 als Roemeense zowel het enkel- als dubbelspel op de Balkan Kampioenschappen. In 1982 nam ze ook nog als Roemeense deel aan de Europese kampioenschappen en in 1981 en 1983 aan de wereldkampioenschappen. In 1981 (als kadet) en 1983 (als junior) had ze al EK-titels voor jeugdspelers gehaald.
Na het verlaten van Roemenië verlengde Nemes in 1985 allereerst haar Europese jeugdtitel, voor ze prijzen won bij de senioren. Ze nam deel aan nog zes WK's, waarbij ze in 1997 brons won met de Duitse landenploeg. Ze krikte haar aantal Europa Top-12 deelnames op tot achttien en haar gespeelde EK's tot acht. Daarbij werd Nemes in 1996 en 1998 Europees kampioene met de Duitse landenploeg, waarmee ze in 1994 en 2000 de finale verloor.
Nemes nam deel aan de Olympische Spelen van 1988, 1992 en 1996, waar een plaats bij de laatste zestien haar beste resultaat was. Als speelster van TSG Dülmen won ze in 1991 de ETTU Cup en werd ze in 1995 kampioen in de Bundesliga. Als speelster van Team Galaxis Lübeck won Nemes in 1988 de European Club Cup of Champions (de ECCC, de voorloper van de European Champions League) en werd ze in 1997 en 1998 kampioen in de Bundesliga. Nemes won de ECCC andermaal met TTC Langweid in 2005. De geboren Roemeense won daarnaast zowel in 1991 (met het Duitse TSG Dülmen) als 2003 (met het Hongaarse Postás Matáv Budapest) de ETTU Cup.
Nemes werd Duits kampioene enkelspel in 1986, 1988, 1995, 1999 en 2003.